# 김석 (1991년)
김석(한국 한자: 金錫, 1991년 9월 9일 ~ )은 대한민국의 전 축구 선수이며, 포지션은 공격수였다.